# Бік-Усак
Бік-Уса́к (рос. Бик-Усак, башк. Бейек Уҫаҡ) — присілок у складі Благоварського району Башкортостану, Росія. Входить до складу Ямакаївської сільської ради.
Населення — 34 особи (2010; 32 в 2002).
Національний склад:
- башкири — 88 %

Стара назва — Бієк-Усак.